# Босилєво
Координати: Широта не може бути парсована як число:45,4

Босилєво (хорв. Bosiljevo) – громада і населений пункт в Карловацькій жупанії Хорватії.

## Населення
Населення громади за даними перепису 2011 року становило 1 284 осіб. Населення самого поселення становило 63 осіб.
Динаміка чисельності населення громади:
Динаміка чисельності населення центру громади:

## Населені пункти
Крім поселення Босилєво, до громади також входять:
- Беч
- Биторайці
- Босанці
- Даний
- Дугаче
- Фратровці
- Фучковаць
- Главиця
- Грабрк
- Хрсина
- Янчани
- Йохий
- Касуни
- Коренич-Брдо
- Кралєво-Село
- Крч-Босилєвський
- Лаславичі
- Липовщаки
- Лисичина Гориця
- Малик
- Матеше
- Милани
- Ново-Село-Босилєвсько
- Ориш'є
- Оток-на-Добрій
- Подребар
- Подумол
- Поток-Босилєвський
- Прибаньці
- Рендуличі
- Ресник-Босилєвський
- Села-Босилєвська
- Скоблич-Брдо
- Солине
- Спахичі
- Стргари
- Шпехари
- Умол
- Варош-Босилєвська
- Водена Драга
- Врхова Гориця
- Жубринці